# Grand Écran Italie
Le Gaumont Grand Écran Italie, complexe cinématographique polyvalent situé Place d'Italie dans le 13e arrondissement de Paris, est l'aboutissement d'un projet d'urbanisme à vocation culturelle conçu en 1988 par la municipalité parisienne dans le but de redynamiser le secteur de la place d’Italie (avenue d'Italie - avenue des Gobelins - quartier de la Butte-aux-Cailles), autour d'un pôle consacré à l'audiovisuel.
Il fut construit par l'architecte japonais Kenzō Tange (auteur entre autres du Mémorial de la paix d'Hiroshima et lauréat du prix Pritzker en 1987) et conçu par Jean-Louis Renoux, directeur général de Gaumont, selon un cahier des charges très précis approuvé en octobre 1991 par le Conseil de Paris.
Son exploitation a été interrompue brutalement le 2 janvier 2006 par le groupe EuroPalaces (gestionnaire des salles Pathé et Gaumont depuis 2001) après treize ans et demi seulement d'activité.
Partie intégrante de l'immeuble « Grand écran » (« issu d'un véritable feuilleton à rebondissements » après l'abandon du projet de la Tour Apogée) abritant, entre autres, une résidence hôtelière, des bureaux, des restaurants, ainsi que des boutiques du centre commercial Italie 2, le complexe audiovisuel comptait parmi les cinémas les plus modernes de la région. Son nom, donné également à une sortie du métro Place d'Italie, témoigne de son importance. Situé à l'entrée de l'esplanade baptisée place Henri Langlois en l'honneur du fondateur de la Cinémathèque française, il demeurait l'unique salle polyvalente du sud-est francilien.
Dès son inauguration en juin 1992 avec la projection d'IP5 de Jean-Jacques Beineix, la notoriété du Grand Écran fut telle que Gaumont renomma un temps « Gaumont Grand Écran Grenelle » le Kinopanorama, autre salle culte du 15e arrondissement, fermée en 2002.
Longtemps resté le plus grand écran de cinéma d'Europe, il est toujours le plus grand de Paris
.
La dernière séance eut lieu le 2 janvier 2006 avec King Kong, de Peter Jackson,).
Depuis 2004, une promesse de vente conclue entre le groupe EuroPalaces et le groupe anglais Hammerson - abandonnée en 2009 - vouait l'équipement culturel à disparaître au profit de nouvelles enseignes du centre commercial (à l'exception du Musée Gaumont situé sous la salle, fermé au public). En échange de cette cession, un accord conclu entre EuroPalaces et la Ville de Paris prévoit l'installation de la Fondation Pathé à la place de l'ancien Gaumont Gobelins Rodin,. Mais depuis 2006, la destruction programmée du complexe audiovisuel a été bloquée par les recours engagés par l'association Sauvons le Grand Écran devant le Tribunal administratif,, aboutissant au gel du projet d'extension du centre commercial.
Après de multiples projets avortés au fil des années, l'ancien complexe cinématographique a finalement fait l'objet d'une reconversion de 2016 à 2017. Après d'importants travaux, sa réouverture au public a eu lieu le 26 septembre 2017 sous la forme d'un théâtre polyvalent de 900 places, d'une petite salle annexe, d'un restaurant et d'un bar ; ce nouvel espace culturel se nomme dorénavant le 13e Art.

## Particularités techniques
Avec son  écran panoramique de 240 m2 (24 m de base x 10 de hauteur) aussi grand qu'un terrain de tennis et son acoustique  particulièrement étudiée, le Grand Écran Italie était spécialement adapté pour la programmation des films à grand spectacle (Jurassic Park, Star Wars, Le Cinquième Élément, Titanic…). Il était classé par Quid.fr
comme l'une des plus grandes salles de cinéma dans le monde. Sa direction technique fut assurée par Jacques Béhar de 1992 à 1997 puis par Philippe Binant de 1997 à 1998.
De conception moderne, il fut considéré comme le « navire amiral » du Groupe Gaumont (système sonore, projecteurs, espace d’accueil polyvalent et confort de la grande salle qui inspira les futurs multiplexes) et il fut très fréquenté par les cinéphiles avertis pendant son exploitation commerciale.
Situé au centre du hall d'un immeuble ultra-moderne de la capitale à l'entrée du centre commercial Italie 2, le Grand Écran Italie comprenait une salle de 652 places disposées en gradins offrant une excellente visibilité (assortie de deux petites salles de 100 places), une scène de 300 m2 avec un emplacement pour fosse d’orchestre, un vaste monte-charge (10 tonnes) directement relié au parking du centre Italie 2 permettant l'acheminement de décors, des annexes techniques ainsi, que des loges équipées, des espaces d'accueil et de réception pouvant accueillir des équipes au grand complet, une importante galerie (exposition parisienne consacrée à James Bond).
À la fois auditorium et véritable complexe multimédia, conçu également comme une salle de spectacle à part entière, sa polyvalence se prêtait aussi bien au spectacle vivant, aux retransmissions en direct d'émissions de télévision ou de grands évènements culturels (opéras...) ou sportifs (coupes du monde, Jeux olympiques...) et à toutes formes d’évènements et de manifestations (avant-premières, festivals, nuits spéciales, congrès, conventions…). Il était également doté d’un studio d’enregistrement susceptible d'accueillir une station de radio. Ses trois salles étaient entièrement accessibles aux personnes à mobilité réduite (« Grain-de-sable-telethon »).
Le Grand Écran avait en outre bénéficié de conditions exceptionnelles d'isolation lors de sa construction : monté sur vérins le protégeant parfaitement de toutes les vibrations du métro, il était jusqu'à sa fermeture prématurée début 2006 la seule salle de cinéma à Paris, avec l'Opéra-Bastille, à disposer d'une ventilation totalement silencieuse (sous fauteuils / double-plancher / basse-pression). Avec des murs pourvus de plaques de plomb destinées à éliminer les bruits parasites, la salle bénéficiait, selon la célèbre enseigne à la marguerite, d’une « acoustique exceptionnelle, qui donne au son numérique un relief tout à fait saisissant ».
Conformément à l’article 5-1 de son cahier des charges, les trois salles du Grand Écran étaient dotées d'équipements de haute technologie. Avec ses projecteurs 35-70 mm, double bande, double poste, automatisme intégral, son équipement sonore Dolby stéréo, bi-amplification numérique grande puissance, vidéo projection grand écran ; le Grand Écran Italie était l'un des seuls cinémas équipé de quasiment tous les formats de projection et de tous les formats sonores possibles (SRD, SDDS, DTS) (Silver Screens / Cinearea). Jusqu'en 2002, chaque séance était précédée d’un spectacle laser.
Ses performances élevées selon la société Gaumont en faisait une salle de « référence » pour les professionnels. Des avant-premières et projections techniques s'y déroulaient régulièrement avec des personnalités du monde du cinéma comme : Madonna, Uma Thurman, George Clooney, Arnold Schwarzenegger. La dernière en date fut celle du film Deux Frères de Jean-Jacques Annaud. D'après des salariés d'EuroPalaces, Luc Besson la privilégiait pour visionner les rushes de ses films. Walt Disney Pictures l'a en outre choisie pour les premières de La Petite Sirène, Pocahontas 2, La Belle et le Clochard 2, etc.
Même s'il lui a été parfois reproché une image sous éclairée - due à la taille de l'écran - et un son trop fort, ces réserves n'avaient pas empêché le Grand Écran de conquérir le grand public ni d'être apprécié par les amateurs et les cinéphiles de films à grands spectacles,, certains spectateurs faisant même de longs trajets (parfois 200 kilomètres) pour venir assister à une séance dans cette salle devenue « mythique » en quelques années.

## Une fermeture contestée
La fermeture du Grand Écran Italie, contraire aux obligations de son cahier des charges approuvé en 1991 par le Conseil de Paris, a « suscité une vague de protestation de la population et d'artistes » (Voir Italie 2) souhaitant la conservation de salles parmi les plus emblématiques de la capitale française. Paradoxalement, les déclarations rassurantes en 2005 de Serge Blisko, maire du 13e arrondissement de 2001 à 2007, qui s'était publiquement engagé en février 2005 à « s’opposer par tous les moyens juridiques et politiques à la transformation en magasins de ces salles », ne l'ont pas empêché d'accorder son autorisation aux enseignes commerciales lors de la Commission départementale d'équipement commercial (CDEC) du 22 juin 2006, ni d'émettre un avis favorable au permis de démolir.
La polémique a rapidement pris une tournure politique, Bertrand Delanoë, maire de Paris de 2001 à 2014, imputant la responsabilité  de cet échec à l'ancienne municipalité. Parmi les signataires de la pétition pour la sauvegarde du Grand Écran, certains déplorent que l'exception culturelle, selon laquelle « la culture n'est pas une marchandise comme les autres et, ne peut être abandonnée au jeu aveugle du marché », n'ait pas été appliquée à la préservation de ce patrimoine unique en son genre. Ces principes, érigés en rempart contre la disparition de la culture « sous les coups du consumérisme », dont s'émeuvent les cinéphiles), ont été défendus lors de son discours aux Rencontres européennes de la culture en mai 2005 par Jacques Chirac, initiateur du Grand Écran lorsqu'il était maire de Paris, avec Jacques Toubon (maire du 13e de 1983 à 2001, et ministre de la Culture de 1993 à 1995).
Pour les défenseurs du Grand Écran, l'immobilisme (13èmecitoyen) qui avait déjà présidé à la disparition du Kinopanorama au même motif de non rentabilité financière et à l'omerta observée depuis l'annonce longtemps tenue secrète de la fermeture (Interview de Régine Hatchondo-France3-Ile-de-France-Avr.05) ; le projet de démolition n'est pas justifié par la baisse de fréquentation invoquée : avant de cesser toute activité, le Grand Écran Italie affichait des entrées clients importantes). Classé en 2004 « au 13e rang des 90 salles parisiennes »), il se situait dans une tranche élevée de fréquentation dans la capitale (site Croulebarbe).
L'association Sauvons le Grand Écran, qui se base sur les obligations de la convention interdisant tout changement d'affectation du complexe audiovisuel, déplore le manque d'écoute des différents intervenants) néanmoins, cette association est plutôt satisfaite car le lieu est devenu un théâtre polyvalent depuis septembre 2017 ; il conserve ainsi une vocation culturelle.